# 작은 수의 이름
1보다 작은 양수의 명수법은 다음과 같이 여럿이 있다.

## 한자
작은 수를 한자 수사로 이름 짓는 방법에는 이십체석(以十遞析)과 이억체석(以億遞析)이 있다. 10-1을 나타내는 분(分)부터 시작하여, 사(沙)까지는 둘 다 십분의 일(1/10)씩 변화하며, 진(塵)부터는 이십체석은 여전히 십분의 일씩, 이억체석은 억분의 일(1/100000000)씩 변화한다. 육덕(六德)까지는 수사가 같지만, 이십체석 명수법에서는 그 뒤에 오는 수사로 허공(虛空), 청정(淸淨)을 사용하는 반면, 이억체석 명수법에서는 허(虛), 공(空), 청(淸), 정(淨)이 뒤따른다.
| 수사  | 수사  | 10의 거듭제곱 |
| 한글  | 한자  | 10의 거듭제곱 |
| ----- | ----- | ------------- |
| 분/푼 | 分    | 10-1          |
| 리    | 釐    | 10-2          |
| 모/호 | 毛/毫 | 10-3          |
| 사    | 絲    | 10-4          |
| 홀    | 忽    | 10-5          |
| 미    | 微    | 10-6          |
| 섬    | 纖    | 10-7          |
| 사    | 沙    | 10-8          |
| 진    | 塵    | 10-9          |
| 애    | 埃    | 10-10         |
| 묘    | 渺    | 10-11         |
| 막    | 漠    | 10-12         |
| 모호  | 模糊  | 10-13         |
| 준순  | 逡巡  | 10-14         |
| 수유  | 須臾  | 10-15         |
| 순식  | 瞬息  | 10-16         |
| 탄지  | 彈指  | 10-17         |
| 찰나  | 刹那  | 10-18         |
| 육덕  | 六德  | 10-19         |
| 허공  | 虛空  | 10-20         |
| 청정  | 淸淨  | 10-21         |

| 수사  | 수사  | 10의 거듭제곱 |
| 한글  | 한자  | 10의 거듭제곱 |
| ----- | ----- | ------------- |
| 분    | 分    | 10-1          |
| 리    | 釐/厘 | 10-2          |
| 모/호 | 毛/毫 | 10-3          |
| 사    | 絲    | 10-4          |
| 홀    | 忽    | 10-5          |
| 미    | 微    | 10-6          |
| 섬    | 纖    | 10-7          |
| 사    | 沙    | 10-8          |
| 진    | 塵    | 10-16         |
| 애    | 埃    | 10-24         |
| 묘    | 渺    | 10-32         |
| 막    | 漠    | 10-40         |
| 모호  | 模糊  | 10-48         |
| 준순  | 逡巡  | 10-56         |
| 수유  | 須臾  | 10-64         |
| 순식  | 瞬息  | 10-72         |
| 탄지  | 彈指  | 10-80         |
| 찰나  | 刹那  | 10-88         |
| 육덕  | 六德  | 10-96         |
| 허    | 虛    | 10-104        |
| 공    | 空    | 10-112        |
| 청    | 淸    | 10-120        |
| 정    | 淨    | 10-128        |

중국 고서 《손자산경(孫子山經)》, 《구장산술음의(九章算術音義)》에는 분(分), 리(釐), 호(毫), 사(絲), 홀(忽) 남송의 《수학구장(數學九章)》에는 추가로 미(微), 섬(纖), 사(沙), 묘(渺), 망(莽), 경(輕), 청(淸), 연(烟)이 등장하며, 모두 십분의 일씩 줄어든다. 남송의 《양휘산법(楊輝算法)》과 원나라의 《산학계몽(算學啓蒙)》에서는 위의 표와 같은 이억체석 명수법이 언급된다. 조선의 《구수략(九數略)》, 《산학입문(算學入門)》의 경우 전자는 막(漠)까지 언급하되 사(沙) 뒤부터는 구체적인 설명이 없으며, 후자는 《양휘산법》 및 《산학계몽》의 명수법과 일치한다.
청나라의 《수리정온(數理精蘊)》 등에서 위의 표와 같은 이십체석 명수법이 등장하며, 일본의 《진겁기(塵劫記)》에서 역시 이십체석으로 애(埃)까지 언급하되, 호(毫) 대신 모(毛)를 사용한다. 조선 말기의 《산학정의(算學正義)》에도 《수리정온》과 똑같은 명수법이 언급된다. 18세기 초 19세기 말 일본의 《산술교과서(算術)》에는 위의 표와 같되, 호(毫) 대신 모(毛)를 사용하고, 허공(虛空) 대신 공허(空虛)를 사용하는 이십체석 명수법이 나오는데, 이는 오늘날 일본의 작은 수의 명수법과 일치한다. 오늘날 대한민국의 명수법은 일본의 영향을 받아 호(毫) 대신 모(毛)를 사용하지만, 허공(虛空) 대신 공허(空虛)를 사용하지는 않는다. 또한 이러한 명수법은 사전 등 문헌에는 여전히 남아있지만, 오늘날에는 잘 사용되지 않는다.
두 수의 비율을 나타낼 때에는 할푼리(割分厘)라는 방법을 사용하기도 하는데, 여기서는 10-1을 나타내는 할(割)을 단위로 하기 때문에, 푼, 리, 모 등은 각각 할의 십분의 일, 백분의 일, 천분의 일 등인 10-2, 10-3, 10-4 등이 되어, 보통의 명수법보다 한 자리씩 낮다.

## 같이 보기
- 수 목록
- 큰 수의 이름

## 참고 문헌
- 김병덕 (1995). “우리나라 명수법에 대한 소고(I)”. 《한국수학사학회지》 8 (1): 35–40.
- 김병덕 (1999). “우리 나라 명수법에 대한 소고(III)”. 《한국수학사학회지》 12 (2): 55–62.